# Anders Törner (1664–1730)
Anders Törner, född 1664 i Skänninge, Östergötland, död 4 september 1730 i Linköpings församling, Östergötlands län, var en svensk lektor.

## Biografi
Anders Törner föddes 1664 i Skänninge och döptes 10 augusti samma år. Han var son till rådmannen Lars Andersson Törner och Elin Thoresdotter. Törner blev 18 oktober 1684 student vid Uppsala universitet och promoverades 11 december 1694 till filosofie magister. Han blev 7 maj 1694 konrektor vid Linköpings trivialskola och 11 november 1694 rektor vid skolan. Törner blev 1698 lector eloquentiae et poeseos vid Linköpings gymnasium. Han avled 1730 i Linköping och begravdes 3 december samma år.

### Familj
Törner gifte sig 1698 med Beata Pontin (1677–1711), dotter till biskopen Magnus Pontin i Linköpings stift och Helena Strömsköld. De fick tillsammans barnen Johan Törner (1699–1699), Andreas Törner (1700–1717), auskultanten Magnus Törner (1703–1763) vid Stockholms rådstugerätt, Beata Törner (1705–1706), registratorn Samuel Törner (1707–1765) vid Riksarkivet, Helena Catharina Törner (1709–1709) och Daniel Törner (1711–1712).